# تروفون

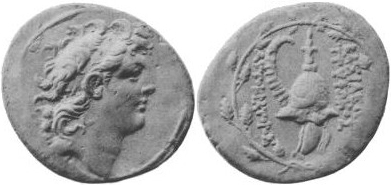
سکهٔ تروفون

دیودوتوس تروفون (به یونانی: Διόδοτος Τρύφων) پادشاه سلوکی میان سال‌های ۱۴۲-۱۳۸ (پیش از میلاد) بود. او سردار سپاهی بود که پس از مرگ الکساندر بالاس پسر خردسالش آنتیوخوس ششم را در انطاکیه شاه خواند؛ ولی در ۱۴۲ (پیش از میلاد) خود در منطقه حائل میان سرزمین‌های سلوکی و بطلمیوسی سوریه -جایی که دیمتریوس دوم از برای ستمی که به یهودیان روا داشته‌ بود بی‌ارج بود- آنتیوخوس را کنار زد و خود بر تخت شاهی نشست.
در آن زمان وضع سرزمین‌های سلوکی بسیار درهم پیچیده بود و تروفون به یافتن همپیمانانی بسیار گرایش داشت. در ۱۴۳ که حشمونیان دوباره در یهودیه بر سر کار آمدند و سپاهیانی را به یاری دیمتریوس فرستادند. هرچند که اینان زیر فرمان کاهن اعظم یوناتان مکابی دلاورانه جنگیدند ولی تروفون با نیرنگ بر یهودیه چیره‌شد و یوناتان را نیز کشت. با این همه و با آنکه کوشید ترس در دل یهود بیندازد سرانجام ناچار شد یهودیه را رها کند و در آنجا برادر یوناتان شمعون مکابی بر سر کار آمد و در برابر استقلالش باج ناچیز ۱۰۰ تالان را به تروفون داد.
در ۱۳۸ تروفون کوشید تا انطاکیه را از آنتیوخوس هفتم بگیرد، ولی شکست خورد و پس از این شکست دست به خودکشی زد.